# Веховская, Евгения Иосифовна
Евгения Иосифовна Веховская (17 декабря 1922, Киев — 5 ноября 2001, Киев) — советская украинская актриса театра и кино, театральный педагог.

## Биография
Родилась в 1922 году в Киеве.
Перед войной, закончив школу в 1940 году, поступила в Киевский театральный институт, но учёба была прервана.
Участница Великой Отечественной войны. С сентября 1941 года и до 1944 года — в составе 64-го передвижного полевого госпиталя 38-й армии: вначале — заведующая делопроизводства медицинской части, затем закончила ночную школу медицинских сестёр, присвоено воинское звание младшего лейтенанта медицинской службы. На фронте в 1943 году вступила в ВКП(б). С декабря 1944 года — старший инструктор по реабилитации раненных женского эвакогоспиталя № 3254 СГВ. Сама дважды была ранена. Демобилизована в декабре 1945 года. 
Награждена медалями «За оборону Сталинграда» и «За победу над Германией», Орденом Отечественной войны II степени (1985). 
После войны вернулась на учёбу в Киевский театральный институт, который закончила в 1949 году.
В 1949—1955 годах — актриса Кировоградского музыкально-драматического театра.
В 1957—1960 годах — актриса Театра киноактёра при Киностудии имени А. Довженко, снялась в десятке фильмов.
С 1960 года на преподавательской работе в Киевском театральном институте, 
в 1973—1986 годах заведовала кафедрой сценической речи, доцент, профессор.
Шесть созывов избиралась депутатом Киевского Городского и районного Совета депутатов трудящихся.
Умерла в 2001 году в Киеве.

## Семья
Муж — однокурсник по институту, фронтовик, — В. Д. Быковец, преподаватель Киевского театрального института.

## Фильмография
- 1955 — Первый эшелон — эпизод (нет в титрах)
- 1958 — Тихий Дон — эпизод (нет в титрах)
- 1958 — Сто тысяч — эпизод (нет в титрах)
- 1958 — Голубая стрела — жена толстяка
- 1959 — Григорий Сковорода — жена помещика Томары
- 1959 — Друзья-товарищи — Елизавета Петровна
- 1959 — Солдатка — колхозница
- 1961 — Дмитро Горицвит — эпизод
- 1965 — Вниманию граждан и организаций — продавщица